# Konrad Dietrich Haßler

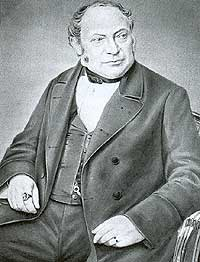
Konrad Dietrich Haßler, um 1848

Konrad Dietrich Haßler (auch Conrad Dietrich Hassler; * 18. Mai 1803 in Altheim (Alb); † 15. April 1873 in Ulm) war ein deutscher Lehrer, Theologe, Orientalist, Philologe, Politiker und Denkmalpfleger.

## Leben
Haßler wurde 1803 als Sohn eines evangelischen Pfarrdiakons im ehemals reichsstädtisch-ulmischen, zur Zeit seiner Geburt aber bayerischen Altheim auf der Schwäbischen Alb geboren. 1810 kam der Ort zum Königreich Württemberg. Haßler studierte in Tübingen, Leipzig und Paris evangelische Theologie, Philosophie und Orientalistik. 1824 wurde er an der Universität Tübingen promoviert, 1825 wurde er Mitglied der Alten Tübinger Burschenschaft und der Burschenschaft Germania Tübingen. 1826 wurde er Vikar in Lorch, wechselte jedoch noch im selben Jahr auf eine Lehrerstelle am Gymnasium in Ulm. Dort war er bis 1865 als Lehrer tätig. Haßler war im Vereinsleben der Stadt aktiv: seit 1839 war er Mitglied der „Ulmer Donau-Dampfschiffahrts-Gesellschaft“, noch im Gründungsjahr 1841 trat er dem „Verein für Kunst und Altertum in Ulm und Oberschwaben“ bei, engagierte sich in der studentischen Landsmannschaft Ulmia Tübingen, und ab 1843 gehörte er der Freimaurerloge „Asträa zu den Drei Ulmen“ an.
1845 bis 1848 war Haßler Abgeordneter des württembergischen Landtags. Er galt als gemäßigt liberaler Politiker. 1848 wurde Haßler mit 70 % der Stimmen als Abgeordneter des Wahlkreises Ulm–Laupheim–Blaubeuren in die Frankfurter Nationalversammlung in der Frankfurter Paulskirche entsandt. Der als liberal gewählte Haßler vertrat dort aus pragmatischen Gründen die Sache der Monarchie, da er angesichts der mächtigen Monarchien auf deutschem Boden nicht an einen Erfolg einer Republik glaubte. Im Auftrag der „Redactions-Commission“ der Frankfurter Nationalversammlung gab Haßler 1848–1849 die Parlamentsprotokolle heraus. Nach dem Scheitern der Pläne zu einem deutschen Erbkaisertum schied Haßler am 11. April 1849 aus dem Parlament aus.
In der Folge verlegte er sein ehrenamtliches Engagement auf die Denkmalpflege, vor allem auf die Aktivitäten des Vereins für Kunst und Altertum, dessen Vorsitzender er von 1850 bis 1868 war. In dieser Funktion warb er aktiv für die Fertigstellung des Ulmer Münsters. 1858 wurde er – auch auf Empfehlung des Ministers Gustav von Rümelin – zum ersten württembergischen Landeskonservator für Denkmalpflege ernannt, 1867 zum Leiter der Staatssammlung für vaterländische Kunst und Altertumsdenkmale.
Haßler veröffentlichte zahlreiche historische, kunsthistorische und pädagogische Schriften, unter anderem zur Geschichte des Ulmer Buchdrucks und zur mittelalterlichen Kunstgeschichte der Stadt. Einige seiner Schriften erschienen als Abhandlungen in Schulprogrammen. Außerdem gab er in der Reihe Bibliothek des Litterarischen Vereins in Stuttgart mehrere Bände älterer Literatur heraus. 1868 gehörte er zu den Gründungsmitgliedern des Vereins für Geschichte des Bodensees und seiner Umgebung.
1873 starb Haßler in Ulm an den Folgen einer Lungenentzündung.

## Familie
Haßler war von 1827 bis zu seinem Tod mit Margarete, geb. Müller (1802–1881) verheiratet, der Tochter des Ulmer Stadtpfarrers. Von den elf Kindern des Paares überlebten fünf das Kindesalter. Theodor Haßler (1828–1901) war Ingenieur, Industrieller in Augsburg und Präsident des Centralvereins deutscher Industrieller. Konrad Dietrich Haßler der Jüngere (1837–1919) war Lehrer in Schwäbisch Hall und Ulm. Er veröffentlichte u. a. eine Übersetzung von Felix Fabris Abhandlung über die Stadt Ulm (1909).

## Mitgliedschaften
Konrad Dietrich Hassler war Mitglied der Deutschen Morgenländischen Gesellschaft.

## Ehrungen
In Ulm ist eine Straße nach Haßler benannt. Sie führt vom Römerplatz über die Bundesstraße 311 zum Donauufer.

## Schriften (Auswahl)
- Briefe über den Fortgang der asiatischen Studien in Paris, Neubronner, Ulm 1826 (2. Auflage 1830)
- Commentatio critica de psalmis Maccabaicis, Wagner, Ulm 1826–1830
- Paragraphen für den Unterricht in der Philosophie auf Gymnasien und ähnlichen Lehranstalten, Wohler, Ulm 1832–1834 (2. Auflage 1852)
- Bemerkungen über den Unterricht in der französischen Sprache auf Realschulen und Gymnasien, Schulprogramm, Leipzig und Ulm 1836
- Zwei Reden. Gehalten am Lieder-Feste im Münster zu Ulm am 25. Juli 1836, Nübling, Ulm 1836
- Explicatio Monumenti Typographici antiquissimi nuper reperti, Schulprogramm, Stettin, Ulm 1840
- Die Buchdrucker-Geschichte Ulm’s, Stettin, Ulm 1840
- Über eine in mehreren Handschriften der kaiserlichen Bibliothek erhaltene persische Übersetzung des Alten Testaments, in: Verhandlungen der deutschen morgenländischen Gesellschaft, Leipzig 1848
- Beiträge zur Ulmischen Kunstgeschichte. Ein Sendschreiben, Ulm 1855
- Collatio Codicis Vergiliani Minoraugiensis, Wagner, Ulm 1855 Digitalisat in der Google-Buchsuche
- Zur Geschichte der kirchlichen Baukunst im Mittelalter, mit besonderer Beziehung auf das Ulmer Münster. Ein Vortrag. Schultze, Berlin 1857. (Digitalisat in der Digitalen Bibliothek Mecklenburg-Vorpommern)
- Die Beziehungen Gustav Adolphs zur Reichsstadt Ulm, Wagner, Ulm 1860
- Das alemannische Todtenfeld bei Ulm, Wagner, Ulm 1860
- Schwäbische Fliese, Ulm 1862
- Ulms Kunstgeschichte im Mittelalter (= Die Kunst des Mittelalters in Schwaben Lfg. 7/8), Stuttgart 1864
- Jüdische Alterthümer aus dem Mittelalter in Ulm, Ulm 1865
- Die Pfahlbaufunde des Ueberlinger Sees in der Staatssammlung vaterländ. Alterthümer zu Stuttgart, Stettin, Ulm 1866
- Studien aus der Staatssammlung vaterländischer Alterthümer, Stettin, Ulm 1868
- Urkunden zur Baugeschichte des Mittelalters, in: Jahrbücher für Kunstwissenschaft, 2. Jg. 1869, Heft 2, S. 97–128 (Digitalisat, PDF)
- Über die Freskobilder in der Barfüßerkirche in Lindau, in: Schriften des Vereins für Geschichte des Bodensees und seiner Umgebung, 2. Jg. 1870, S. 50–51 (Digitalisat)
- Über die mittelalterlichen Steinmetzzeichen, in: Christliches Kunstblatt, 7, 1872

Herausgeberschaft:
- Sebastian Sailer: Sämtliche Schriften in schwäbischer Mundart, Ebner, Ulm 1842 (4. Auflage 1893)
- Ott Rulands Handlungsbuch, hrsg. mit Franz Pfeiffer, Litterarischer Verein, Stuttgart 1843
- Felix Fabri: Evagatorium in Terrae Sanctae, Arabiae et Egypti peregrinationem, 3 Bände, Litterarischer Verein, Stuttgart 1843 (Digitalisat: Bd. 1, Bd. 2, Bd. 3)
- Verhandlungen der Deutschen Verfassunggebenden Reichsversammlung zu Frankfurt am Main, Frankfurt am Main 1848–1849 Digitalisat in der Google-Buchsuche
- Hans Ulrich Krafft: Reisen und Gefangenschaft, Litterarischer Verein, Stuttgart 1861 Digitalisat in der Google-Buchsuche
- Heinrich Mynsinger: Von den Falken, Pferden und Hunden, Litterarischer Verein, Stuttgart 1863
- Die Reisen des Samuel Kiechel (1585–1589), Litterarischer Verein, Stuttgart 1866

Postum erschienen:
- Bruder Felix Fabris Abhandlung von der Stadt Ulm [Tractatus de civitate Ulmensi] / nach der Ausgabe des litterarischen Vereins in Stuttgart verdeutsch von K. D. Haßler. Frey, Ulm 1909 (aus: Ulm und Oberschwaben. Mitteilungen des Vereins für Kunst und Altertum in Ulm und Oberschwaben 13–15 (1908/1909), S. 1–141), Volltext: retro|bib, eLexikon